# Euthyrrhapha bimaculata
Euthyrrhapha bimaculata är en kackerlacksart som beskrevs av Karlis Princis 1967. Euthyrrhapha bimaculata ingår i släktet Euthyrrhapha och familjen Polyphagidae. Inga underarter finns listade i Catalogue of Life.